# La Nave de Marley
La nave de Marley fue un programa de televisión de entretenimiento argentino que fue emitido por Telefe. En este programa se realizaban diversos juegos, sketchs y experimentos. Fue estrenado el 6 de enero de 2014 y finalizó el 24 de abril del mismo año. Fue conducido por Marley.

## Conductor y acompañantes
| Presentador                     | Edad    | Profesión                           | Temp. |
| ------------------------------- | ------- | ----------------------------------- | ----- |
| Marley                          | 43 años | Conductor y productor de televisión | 1     |
| Florencia Peña                  | 39 años | Actriz, humorista y conductora      | 1     |
| Noelia Marzol                   | 27 años | Actriz, bailarina y conductora      | 1     |
| Jey Mammón (Juan Rago, n. 1976) | 37 años | Músico, Humorista, actor            | 1     |
| Nazareno Móttola                | 31 años | Actor y humorista                   | 1     |

### Locución
| Locutor          | Temp. |
| ---------------- | ----- |
| Osvaldo Principi | 1     |
| Carla Bonfante   | 1     |

## Secciones del programa
-Máquina Clonadora: Se utilizó en el primer programa. Primero ingreso Noelia y del otro lado apareció Jey vestido igual que ella; más tarde ingresó Marley y del otro lado apareció Nazareno vestido igual que Marley.
-Juegos de la nave: Todos los días se realizan juegos nuevos.
-Experimentos en la nave: Al igual que los juegos todos los días se realizan nuevos experimentos.

-Avenida Brasil al 1600: Segmento donde se parodia la novela brasilera emitida también por Telefe. Es interpretada por los protagonistas de la Nave.

### Juegos de la Nave
-De Cabeza: Aquí los participantes deben realizar diversas pruebas utilizando solo sus cabezas.
-Silencio por favor: En este juego los participantes realizan pruebas sin hacer ruido ya que el juego es controlado por un vúmetro.
-¿Quien Es el Clon?: En este juego el participante se acuesta boca abajo en una camilla y el invitado comienza a masajearlo mientras él hace preguntas para adivinar quien lo masajea.
-Digalo Con Arcilla: Un Dígalo con mimica pero haciendo formas con arcilla.
-Giratron: Agarrados a una aguja gigante los participantes deben responder preguntas sin caer al agua.
-En Línea: Aquí se utiliza la Aplicación de la Nave donde los usuarios de la misma eliminan a participantes que se presentan en el programa y demuestran sus talentos; hasta que queda un ganador.

### Homenajes a grandes del humor nacional e internacional
Sketch 1: Casados Con Hijos
Sketch 2: Alberto Olmedo
Sketch 3: El Chavo del 8
Sketch 4: Sambucetti
Sketch 5 : La peluquería de don Mateo

### Clones
| Personaje        | Hecho Por | Episodios |
| ---------------- | --------- | --------- |
| Clon De Marley   | Nazareno  | 1-4       |
| Clon De Noelia   | Jey       | 1-4       |
| Clon De Marley 2 | Jey       | 5         |
| Clon De Noelia 2 | Nazareno  | 7         |

## Invitados
| Invitado                                              | Profesión                                                                     | Episodio. |
| ----------------------------------------------------- | ----------------------------------------------------------------------------- | --------- |
| Ana Maria Orozco                                      | Actriz                                                                        | 2         |
| Leo Montero                                           | Conductor                                                                     | 3         |
| Elizabeth Vernaci                                     | Conductora                                                                    | 4         |
| Vero Lozano                                           | Conductora                                                                    | 7         |
| Rocío Marengo                                         | Modelo                                                                        | 8         |
| Catherine Fulop                                       | Actriz, presentadora, fotógrafa y modelo                                      | 10        |
| Laura Esquivel                                        | Actriz, bailarina, cantante, compositora, música y presentadora de televisión | 11        |
| Jorge Ibáñez †                                        | Diseñador de moda / Panelista                                                 | 12        |
| Ingrid Grudke                                         | Modelo y actriz                                                               | 12        |
| Anamá Ferreyra                                        | Modelo                                                                        | 12        |
| Florencia Peña                                        | Actriz, Comediante y Presentadora argentina                                   | 13        |
| Miranda!                                              | Grupo de música                                                               | 14        |
| Pichu Straneo                                         | Humorista                                                                     |           |
| Augusto Tartufoli y Luis Piñeyro                      | Panelistas de Am Antes Del Mediodía                                           |           |
| Benjamín Amadeo y Sabrina Carballo                    | Actores de Sres. Papis                                                        |           |
| Pablito Ruiz                                          |                                                                               |           |
| Peligro, sin codificar                                |                                                                               |           |
| Nicolás Furtado                                       | Actor                                                                         |           |
| Augusto Schuster                                      | Actor y cantante                                                              |           |
| Eva De Dominici                                       | Actriz y cantante                                                             |           |
| Gabriela Sari                                         | Actriz                                                                        |           |
| Amalia Granata                                        |                                                                               |           |
| Dalma Maradona , Coco Maggio y Micaela Vázquez        |                                                                               |           |
| David Bisbal                                          |                                                                               |           |
| María Fernanda Callejón                               |                                                                               |           |
| Carmen Barbieri                                       |                                                                               |           |
| Pablo Granados                                        |                                                                               |           |
| Walter Queijeiro, Greta Rodríguez y Ramiro Pantorotto |                                                                               |           |
| Antonio Ríos y El Polaco                              |                                                                               |           |
| Cauã Reymond                                          | Actor y modelo                                                                |           |
| Daniel Rocha                                          | Actor                                                                         |           |

## Aplicación móvil
Se lanzó una aplicación para dispositivos android y apple la cual se utilizaba para jugar en vivo con el programa desde el hogar.

## Cortina musical
La canción principal del programa fue "La Nave de Marley", compuesta por Severino Guillén, músico y colaborador de la editorial del canal Telefe (Tevefe).